# Kevin Sorbo
Kevin David Sorbo  (Mound, 24 de setembro de 1958) é um ator norte-americano. É mais conhecido pelos papéis de Hércules em Hercules: The Legendary Journeys, Dylan Hunt em Andromeda e Kull em Kull the Conqueror.

## Biografia
Aos 11 anos os seus pais inscreveram-no numa Escola de Música onde aprendeu a tocar guitarra e trompete, sendo os seus ídolos musicais: U2, Pink Floyd, The Eagles, R.E.M. Entrou na faculdade de Moorhead, de Marketing e publicidade, onde foi um às em 3 esportes: futebol, basquete e beisebol. Também foi um grande jogador de hockey no gelo. Ao se formar, entrou para o teatro, viajou para Europa e depois para Sydney, na Austrália, lugares nos quais participou de muitos comerciais e fotos de publicidade. Finalmente, em 1986, estabeleceu-se em Los Angeles.
Foi chamado para trabalhar como modelo e aceitou devido a ser um trabalho bem pago. Seu tipo físico e talento foram seu passaporte para Hércules. Em 1998, Kevin casou-se com Sam Jenkins, que havia contracenado com ele em Hércules, com quem tem 3 filhos: Braedon, Shane e Octavia. Devido a problemas no ombro, se submeteu a uma cirurgia que o impediu de atuar em "Black Dog". Perdeu também o papel de Superman em "Lois & Clark". Kevin é também patrocinador e porta-voz de "A Workd fit for Kids", uma associação pró-juventude para crianças carentes.
Kevin acaba de escrever suas memórias - TRUE STRENGTH - livro baseado no problema sério de saúde que Kevin teve em 1997, época em que fazia a série Hércules.

## Principais atuações
Atuou em Hércules. Atuou também em 2 episódios em Xena: Warrior Princess. Após Hércules, estrelou e co-produziu Andromeda. Também estrelou "Kull the Conqueror" e Walking Tall 2 e Walking Tall 3, além de Last Chance Café e Avenging Angel.
Co-estrelou a última temporada de The O.C., teve participação em vários sitcoms e fez um papel como ator convidado em Psych.Acaba de participar de Meet the Spartans, que fez enorme sucesso nos cinemas dos Estados Unidos e no Brasil. Também chegaram ao Brasil seus longa-metragens para a tv Prairie Fever -também disponível por aqui em DVD com o nome de "Oeste Selvagem" - assim como "Refúgio no Campo (Last Chance Café), Fire from Below, Clipping Adam, Lightning Strikes (Raios Mortais) exibidos na tv a cabo brasileira, além de "Paradox" e "Os Espartalhões" (Meet the Spartans), A Vingança de Julia (Julia X).
Kevin Sorbo dublou a voz de Hércules no jogo para PlayStation God of War, também está nos games "The Conduit", "Skylander Giants" e "Cloudberry Kingdom", no qual dubla o herói.

## Filmografia

### Ator
| Ano       | Título do Filme                                 | Papel                     | Notas              |
| --------- | ----------------------------------------------- | ------------------------- | ------------------ |
| 1992      | Condition: Critical                             | Dr. Thaddeus Kocinski     |                    |
| 1994      | Slaughter of the Innocents                      | John Willison             |                    |
| 1994      | Hercules and the Amazon Women                   | Hércules                  |                    |
| 1994      | Hercules and the Lost Kingdom                   | Hércules                  |                    |
| 1994      | Hercules and the Circle of Fire                 | Hércules                  |                    |
| 1994      | Hercules in the Underworld                      | Hércules                  |                    |
| 1994      | Hercules in the Maze of the Minotaur            | Hércules                  |                    |
| 1995–1999 | Hercules: The Legendary Journeys                | Hércules                  | 111 episódios      |
| 1997      | Kull the Conqueror                              | Kull                      |                    |
| 1998      | Hercules and Xena: The Battle for Mount Olympus | Hércules                  | Voz                |
| 2000–2005 | Andromeda                                       | Capitão Dylan Hunt        | 110 episódios      |
| 2004      | Clipping Adam                                   | Padre Dan                 |                    |
| 2007      | Walking Tall: The Payback                       | Nick Prescott             |                    |
| 2007      | Walking Tall: Lone Justice                      | Nick Prescott             |                    |
| 2007      | Something Beneath                               | Padre Douglas Middleton   |                    |
| 2007      | Avenging Angel                                  | Pregador                  |                    |
| 2007      | Last Chance Café                                | Chance Coulter            |                    |
| 2008      | Meet the Spartans                               | Capitão                   |                    |
| 2008      | Prairie Fever                                   | Preston Biggs             |                    |
| 2008      | An American Carol                               | George Mulrooney          |                    |
| 2008      | Never Cry Werewolf                              | Redd Tucker               |                    |
| 2009      | Fire From Below                                 | Jake Denning              |                    |
| 2009      | Bitch Slap                                      | Mr. Phoenix               |                    |
| 2009      | Paradox                                         | Sean Nault                |                    |
| 2009      | Lightning Strikes                               | Ted Bradly                |                    |
| 2009      | Wolf Canyon                                     | Rick / Sheriff Wolf       |                    |
| 2010      | What If...                                      | Ben Walker                |                    |
| 2010      | Tales of an Ancient Empire                      | Aedan                     |                    |
| 2010      | The Santa Suit                                  | Drake Hunter / Papai Noel |                    |
| 2010      | Pool Boy: Drowning Out the Fury                 | Sal Bando                 |                    |
| 2011      | Wog Boy 2: Kings of Mykonos                     | Pierluigi                 |                    |
| 2011      | Soul Surfer                                     | Holt Blanchard            |                    |
| 2011      | What If...                                      | Ben Walker                |                    |
| 2011      | Julia X                                         | O Estranho                |                    |
| 2011      | Coffin                                          |                           |                    |
| 2012      | Christmas Angel                                 | Dr. Nathan Davis          |                    |
| 2012      | Abel's Field                                    | Abel                      | Produtor executivo |
| 2012      | Sorority Party Massacre                         | Capitão Dan Fanning       |                    |
| 2013      | Paranormal Movie                                | Segurança                 |                    |
| 2013      | Shadow on the Mesa                              | Ray Eastman               |                    |
| 2013      | Storm Rider                                     | Sam Fielding              |                    |
| 2013      | Alone for Christmas                             | Quentin                   |                    |
| 2014      | Alongside Night                                 | Dr. Martin Vreeland       |                    |
| 2014      | Survivor                                        | Capitão Hunter            |                    |
| 2014      | Coffee Shop                                     | Produzente                |                    |
| 2014      | Deus Não Está Morto                             | Professor Radisson        |                    |
| 2014      | The Black Rider Revelation Road                 | Honcho                    |                    |
| 2015      | Gallows Road                                    | Frank                     |                    |
| 2015      | Mythica: A Quest for Heroes                     | Gojun Pye                 |                    |
| 2015      | Mythica: The Darkspore                          | Gojun Pye                 |                    |
| 2015      | Mythica: The Necromancer                        | Gojun Pye                 |                    |
| 2015      | Sharknado 3: Oh Hell No!                        | Coronel Tony Saracen      |                    |
| 2015      | Confessions of a Prodigal Son                   | Padre                     |                    |
| 2015      | Hope Bridge                                     | Pastor                    |                    |
| 2016      | Caged No More                                   | Richard / Jack            |                    |
| 2016      | Mythica: The Iron Crown                         | Gojun Pye                 |                    |
| 2016      | Rodeo Girl                                      | Duke Williams             |                    |
| 2016      | Mythica: The Godslayer                          | Gojun Pye                 |                    |
| 2016      | Spirit of the Game                              | Parley Condie             |                    |
| 2017      | Let There Be Light                              | Dr. Sol Harkins           |                    |
| 2021      | The Girl Who Believes in Miracles               | Dr. Ben Riley             |                    |

### Ator convidado
| Ano  | Título do Filme                       | Papel                        | Notas                                      |
| ---- | ------------------------------------- | ---------------------------- | ------------------------------------------ |
| 1988 | 1st & Ten                             | Barry                        | "... o relógio desaparece"                 |
| 1991 | Santa Barbara                         | Delivery man                 |                                            |
| 1992 | Cheers                                | Não creditado                |                                            |
| 1993 | Murder, She Wrote                     | Michael Burke                | "Um assassinato virtual"                   |
| 1993 | The Commish                           | Mark                         |                                            |
| 1995 | Cybill                                | Rick                         | "A Última Tentação do Cybill"              |
| 1995 | Xena: Warrior Princess                | Hércules                     | "Prometeu"                                 |
| 1996 | The Rosie O'Donnell Show              | Ele mesmo                    |                                            |
| 1998 | Sin City Spectacular                  | Ele mesmo                    |                                            |
| 1998 | Late Night with Conan O'Brien         | Ele mesmo                    |                                            |
| 1998 | Mad TV                                | Ele mesmo                    |                                            |
| 1999 | Just Shoot Me!                        | Scott                        |                                            |
| 2000 | Xena: Warrior Princess                | Hércules                     |                                            |
| 2000 | Celebrity Profile                     | Ele mesmo                    | "Kevin Sorbo"                              |
| 2000 | The Howard Stern Radio Show           | Ele mesmo                    |                                            |
| 2001 | Dharma & Greg                         | Charlie                      | "Educando o Dharma: Parte 1 e 2"           |
| 2001 | The Howard Stern Radio Show           | Ele mesmo                    |                                            |
| 2001 | Dharma & Greg                         | Charlie                      | "O fim da inocência: partes 1 e 2"         |
| 2001 | The Big Breakfast                     | Ele mesmo                    |                                            |
| 2003 | According to Jim                      | Darryl Buckner               | "O passe"                                  |
| 2004 | Hope & Faith                          | Kenny                        | "Incompatibilidade"                        |
| 2004 | Live with Regis and Kelly             | Ele mesmo                    |                                            |
| 2005 | Love, Inc.                            | Padre John                   | "Amém"                                     |
| 2006 | Two and a Half Men                    | Andy                         | "Sempre uma dama de honra, nunca um burro" |
| 2007 | The O.C.                              | Frank Atwood                 |                                            |
| 2007 | Psych                                 | Byrd Tatums                  |                                            |
| 2008 | The Middleman                         | 1969 middleman / Guy Goddard | "O colapso criogênico obsoleto"            |
| 2009 | Gary Unmarried                        | Larry                        | "Sete"                                     |
| 2010 | Super Hero Squad Show                 | Ka-Zar                       | Voz                                        |
| 2010 | Hawaii Five-0                         | Carlton Bass                 | "Ko'olauloa"                               |
| 2011 | The Guild                             | Ele mesmo                    | "Traumas Sociais"                          |
| 2012 | Don't Trust the B---- in Apartment 23 | Ele mesmo                    | "O casamento"                              |
| 2012 | Key & Peele                           | Brad                         | Episódio #2.6                              |
| 2015 | The Sparrow                           | Pastor Dave                  |                                            |
| 2017 | Supergirl                             | Lar Gand, Rei de Daxam       | "Exodus", "Star-Crossed", "Distant Sun"    |

### Produtor
| Ano       | Título do Filme | Notas              |
| --------- | --------------- | ------------------ |
| 2001–2005 | Andromeda       | Produtor Executivo |
| 2009      | Wolf Canyon     | Produtor Executivo |
| 2014      | Alongside Night | Produtor Executivo |

### Diretor
| Ano  | Título                           |
| ---- | -------------------------------- |
| 1995 | Hercules: The Legendary Journeys |
| 2017 | Let There Be Light               |

### Video game
| Ano  | Título                    | Papel                 | Notas |
| ---- | ------------------------- | --------------------- | ----- |
| 2009 | The Conduit               | Prometeu              | Voz   |
| 2010 | God of War III            | Hércules              | Voz   |
| 2012 | Skylanders: Giants        | Crusher               | Voz   |
| 2013 | Skylanders: Swap Force    | Crusher               | Voz   |
| 2013 | Cloudberry Kingdom        | Bob                   | Voz   |
| 2014 | Skylanders: Trap Team     | Crusher               | Voz   |
| 2015 | Smite                     | Hércules (Retro Skin) | Voz   |
| 2015 | Skylanders: SuperChargers | Crusher               | Voz   |
| 2016 | Skylanders: Imaginators   | Crusher               | Voz   |